# 米格洛 (阿列日省)
米格洛（法語：Miglos）是法国阿列日省的一个市镇，属于富瓦区（Foix）阿里耶格河畔塔拉斯孔县（Tarascon-sur-Ariège）。该市镇2009年时的人口为117人。

## 人口
米格洛人口变化图示
| 数据来源：INSEE |